# Голубая кровь (фильм)
«Голубая кровь 
(1917) — немой художественный фильм. 
Вышел на экраны 12 марта 1917 года. Фильм не сохранился.

## Сюжет
Сюжет изложен в журнале «Сине-фоно».
На одном из модных курортов отдыхает княжна Ивонна Ашимова. Вместе со старым лодочником она совершала морские прогулки. 
Миллионер Кашин подкупает лодочника и сам предлагает услуги княжне. Ежедневные морские прогулки сближают их. 
Князь с дочерью покидают курорт. Кашину удаётся проникнуть в сословный клуб и быть представленным князю. Князь очарован Кашиным и приглашает его в гости. Ивонна поражена, узнав в Кашине лодочника. Кашин признаётся в любви, но Ивонна говорит о сословных преградах. 
Кашин предлагает князю финансировать его предприятия. Сломив сословную гордость, Ивонна выходит замуж за Кашина.

## В ролях
- Олег Фрелих — Кашин, миллионер
- Нина Чернова — Ивонна
- Николай Радин — князь Ашимов, её отец
- Валериан Демерт — Маркус, старый лодочник

## Критика
В журнале «Сине-фоно» было написано, что концовка фильма «не поддается описанию так, как это ярко изображает экран».
Историк кино Вениамин Вишневский писал, что это  «трагикомедия на тему о сословных предрассудках (предприимчивый миллионер добивается любви аристократки), интересная актёрской игрой».